# Everlasting Love (singolo Robert Knight)
Everlasting Love è un brano musicale composto nel 1967 dagli statunitensi Mac Gayden e Buzz Cason, originariamente incisa da Robert Knight come parte dell'album che prendeva il nome da tale canzone.
Il testo parla di una persona che si è allontanata da colei/colui che ama, ma al quale/alla quale assicura che probabilmente tornerà pregando in ginocchio e giurando il suo eterno amore (everlasting love).
In seguito venne ripresa come cover da numerosi altri artisti tra i quali i Love Affair, Carl Carlton, Sandra, gli U2, Gloria Estefan e Jamie Cullum, e anche i Ricchi e poveri.

## Tracce
Versione del 1967
1. Everlasting Love 2:54
2. Somebody's Baby 2:23

Versione del 1977
1. Everlasting Love 2:54
2. Love On A Mountain Top 2:25

## Classifiche
| Classifica  | Posizione massima |
| ----------- | ----------------- |
| Regno Unito | 19                |
| Stati Uniti | 13                |

## Cover

### Cover dei Love Affair
Una delle prime cover della traccia venne incisa dai Love Affair nel 1968. È stato inserito nel film del 2004, diretto da Beeban Kidron e con protagonisti Renée Zellweger e Hugh Grant, Che pasticcio, Bridget Jones! (Bridget Jones: The Edge of Reason); nel CD che include i brani della colonna sonora del film è stata però inserita la versione di Jamie Cullum,  con la quale - come detto - è stato realizzato il video musicale con le immagini del film.

### Cover di Carl Carlton
Carl Canton entrò nelle classifiche statunitensi con la sua cover di Everlasting Love del 1973. È stato spesso utilizzato nella serie televisiva Arli$$.

### Cover di Sandra
Il brano venne re-interpretato dalla tedesca Sandra nel 1987.

### Cover di Gloria Estefan
Everlasting Love venne proposta anche da Gloria Estefan nel 1994.

### Cover di Jamie Cullum
Jamie Cullum fece una cover di Everlasting Love nel 2004.

### Altre cover
- Una cover del brano fu incisa anche dagli U2 nel 1989. Il brano figurò come traccia del singolo All I Want Is You, pubblicato su etichetta Island Records.[8]
- Michael Ball (2005, nell'album Music)[9]
- Howard Carpendale (versione in tedesco "Viel zu viel Gefühl")[10]
- The Drifters (1969)
- Rachel Sweet & Rex Smith (1981)
- Dump (nell'album A Plea for Tenderness, 1998)[11]
- David Essex (singolo del 1993)[12]
- Barbara Mandrell (1999)
- Nicoletta (1968)
- Kerry Norton (2005)
- Patricia Paay (singolo del 1977/1978)[13][14]
- Doug Parkirson (1974)
- Charlotte Perrelli (2008)
- Ricchi e Poveri (in italiano con il titolo L'ultimo amore; singolo di debutto del gruppo pubblicato nel 1968)[15], inserito nell'album L'altra faccia dei Ricchi e Poveri (1971)[16]
- Seventh Avenue (1979)[17]
- Rex Smith in duetto con Rachel Sweet (1981)
- Wendy Van Wanten
- Wolfgang Ziegler (1987, versione in tedesco "Viel zu viel Gefühl", lato B del singolo Du fehlst mir sehr)[18]